# 日本橋兜町
35°40′53″N 139°46′40″E / 35.68139°N 139.77778°E
日本橋兜町（日语：／ Nihonbashi kabutochō */?），或直接簡稱為兜町，是日本東京都中央區的一個町名，為東京重要的金融區。太平洋戰爭前是東京市日本橋區的一個地區。

## 概要
經濟、企業性質強烈，為東京證券交易所的所在地，亦有眾多證券公司設立於該地，因此兜町成為日本證券市場的代名詞，有如華爾街代表紐約證券交易所。與倫敦金融城、紐約華爾街、香港中環並列為世界重要的金融中心。。平和不動產是該地區的一大地主。

## 地理
位於日本橋地域南部。
河川、橋
- 日本橋川
  - 鎧橋

## 歷史
兜町附近原為沼地。江戶時代，江戶城築城時填埋造陸，周邊陸續興建大名屋敷。當時此地稱為。
明治時代，作為明治維新的恩賞，三井家接受了兜町周邊的土地，「兜町」之名因而得來。1871年，以澀澤榮一為中心的第一國立銀行本店成立。1878年，東京證券交易所的前身「東京股份交易所」（東京株式取引所）設立，此地急速發展成商業區。1923年關東大震災，部份地方發生火災燒毀，震災後轉變為現代的樣貌。

### 地名由來
來自於此地的兜山（兜神社）。傳聞源義家前往奧州時在此地遇上風暴，因而將鎧甲丟入河中祈求龍神庇佑，之後歸返途中將頭盔（即日語所說的「兜」）埋在此地（兜山）並建立神社祭祀（兜神社）。

### 町名變遷
| 實施後     | 實施年月日   | 實施前（各町全域）                                   |
| ---------- | ------------ | ---------------------------------------------------- |
| 日本橋兜町 | 1982年1月1日 | 日本橋兜町一丁目、日本橋兜町二丁目、日本橋兜町三丁目 |

## 地域
公園
- 楓川新場橋公園
- 坂本町公園

教育
- 中央區立阪本小學校（日语：中央区立阪本小学校）－阪本幼稚園位於同處。
- 中央區立阪本幼稚園－現在休園中

機關
- 中央警察署（日语：中央警察署）
- 日本橋消防署

企業
- 東京證券交易所（東証ARROWS）
- SMBC日興證券兜町本社－登記上的本店在千代田區丸之內的丸之內本店。

## 觀光
景點、古蹟
- 銀行發祥地－設有紀念碑。

## 交通
鐵路
- 東京地下鐵茅場町站（○日比谷線、○東西線）- 設有出入口。（所在地：日本橋茅場町）

巴士
- 都營巴士錦11 茅場町（錦糸町站前方向）－築地站前方向設於日本橋茅場町。

道路
- 東京都道、千葉縣道10號東京浦安線（日语：東京都道・千葉県道10号東京浦安線）（永代通（日语：永代通り））

首都高速道路、出入口
- 首都高速都心環狀線
- 首都高速6號向島線

## 備註
1. ↑  町丁目別世帯数男女別人口　中央区ホームページ  平成25年8月1日現在 的存檔，存档日期2013-03-12.
2. ↑  The Global Financial Centres Index 8PDF
3. ↑  日本橋茅場町・日本橋兜町地区　中央区ホームページ 的存檔，存档日期2013-03-12.